# 小行星22729
小行星22729（22729 Anthennig）是一颗绕太阳运转的小行星，为主小行星带小行星。该小行星于1998年9月26日发现。

## 轨道参数
小行星22729的轨道半长轴为2.3001748 UA，离心率为0.082。